# Consumidor final
En economía y comercio, consumidor final (también llamado usuario final), se define como la persona que realmente utiliza un producto. El consumidor final difiere del cliente, que puede comprar el producto pero no necesariamente consumirlo; por ejemplo, en el caso de la ropa infantil, un padre puede comprar prendas como cliente de un establecimiento pero el consumidor final es el niño. 
En los contratos, el término consumidor final quiere indicar que no se está hablando de un revendedor del producto sino de la última persona que lo va a poseer. Desde esta perspectiva, el padre que compró la ropa de niño sería el consumidor final y la tienda una, no-consumidora final.
En materia tributaria, el consumidor final es quien habrá de soportar el gravamen del IVA (Impuesto al Valor Agregado o Impuesto sobre el Valor Añadido), debido a que este es un impuesto de traslación, cuyo hecho imponible es el consumo.